# Министерство развития, конкурентоспособности и водного транспорта Греции
Министерство развития, конкурентоспособности и водного транспорта Греции было создано в октябре 2009 года как Министерство экономики, конкурентоспособности и водного транспорта. Это стало следствием распада единого Министерства экономики и финансов  и слияния бывшего Министерства экономики с Министерством развития  и Министерством торгового флота.
7 сентября 2010 года было переименовано в Министерство регионального развития и конкурентоспособности после восстановления отдельного Министерства по морским делам, островам и рыболовству. После повторного слияния последнего 17 июня 2011 года, оно получило своё нынешнее название.
Нынешний глава министерства - Анна Диамандопулу.